# 青森県道250号陸奥鶴田停車場線
青森県道250号陸奥鶴田停車場線（あおもりけんどう250ごう むつつるだていしゃじょうせん）は、青森県北津軽郡鶴田町を通る一般県道である。

## 概要
JR東日本 陸奥鶴田駅前から国道339号交差点を結ぶ全長約400mの道路である。

### 路線データ
- 起点 : 陸奥鶴田停車場[1]
- 終点 : 国道三三九号交点（北津軽郡鶴田町）[1]

## 歴史
- 1961年（昭和36年）2月10日 - 青森県道に認定される[1]

## 地理

### 交差する道路
- 国道339号

### 沿線の施設など
- JR東日本五能線 陸奥鶴田駅
- 青森みちのく銀行 鶴田駅前通り支店
- 鶴田タクシー
- 青森みちのく銀行 鶴田支店
- 鶴田町役場（町道役場通り線沿い）
- 鶴田消防署（町道役場通り線沿い）